# Кліни (Познанський повіт)
Кліни (пол. Kliny, нім. Lindengarten) — село в Польщі, у гміні Червонак Познанського повіту Великопольського воєводства.
Населення — 207 осіб (2011).
У 1975-1998 роках село належало до Познанського воєводства.

## Демографія
Демографічна структура станом на 31 березня 2011 року:
|          | Загалом | Допрацездатний вік | Працездатний вік | Постпрацездатний вік |
| -------- | ------- | ------------------ | ---------------- | -------------------- |
| Чоловіки | 103     | 24                 | 75               | 4                    |
| Жінки    | 104     | 32                 | 64               | 8                    |
| Разом    | 207     | 56                 | 139              | 12                   |